# Dan Ilie Morega
Dan Ilie Morega (n. 12 ianuarie 1946, Sadova, România) este un politician român.
Înainte de 1989 a fost ales președinte al Cooperației de Consum din Gorj, unitate cu care a obținut de două ori titlul de Erou al Muncii Socialiste, fiind decorat de Nicolae Ceaușescu pentru rezultatele obținute.
În anul 1996 a devenit prefect de Gorj cu susținere din partea PDSR, până atunci fiind consilier județean independent.
În primăvara anului 2000 a candidat pe listele fostei Alianțe pentru România la funcția de primar al municipiului Târgu Jiu.
Morega a fost înscris și în PRM.
A fost pentru scurt timp președinte al filialei județene Gorj a partidului PNL Câmpeanu iar în toamna anului 2004 a devenit liberal prin fuziunea partidului cu PNL.
În iunie 2010 a demisionat din funcția de președinte al PNL Gorj și de membru al PNL.

## Condamnarea penală
A fost trimis în judecată pe 20 decembrie 2007 de procurorii Direcției Naționale Anticorupție (DNA) pentru săvârșirea a trei infracțiuni de folosire a influenței sau a autorității de către o persoană care îndeplinește o funcție de conducere într-un partid, în scopul obținerii de foloase necuvenite și de instigare la abuz în serviciu contra intereselor publice, în vederea obținerii unui avantaj patrimonial pentru altul.
În decembrie 2008 a fost trimis în judecată împreună cu fostul ministru al muncii, Paul Păcuraru, pentru fapte de corupție.
La data de 27 mai 2011, magistrații Înaltei Curți de Casație și Justiție au decis condamnarea lui Morega la trei ani de închisoare cu suspendare.
Decizia a devenit definitivă la data de 10 noiembrie 2011
În iunie 2024, Dan Ilie Morega a fost internat într-o secție de pshiatrie, pe baza deciziei luate de Judecătoria Sectorului 1.